# Campeonato do Mundo de Polo
O Campeonato do Mundo de Polo, também chamada de Copa do Mundo de Polo, é um torneio internacional de polo que envolve equipes nacionais de federações membros filiadas à Federação Internacional de Polo (FIP), o órgão responsável pela organização e realização do torneio. A competição costuma ocorrer a cada três ou quatro anos, possui um limite de handicap entre 10 e 14 gols e teve sua primeira edição realizada no ano de 1987, cuja sede foi Buenos Aires, Argentina.
O torneio inicia-se com uma fase qualificatória, no qual as seleções são divididas em Zonas, respeitando-se critérios geográficos, as quais enfrentam as demais seleções de sua Zona em busca das vagas, sendo que somente uma ou no máximo duas equipes de cada Zona qualificam-se para o torneio final, para se juntarem à seleção representante do país-sede do torneio, bem como a seleção detentora do título, que qualificam-se de maneira automática.
A seleção da Espanha é a atual campeã do torneio, tendo levantado a taça na edição de 2022 ao derrotar os Estados Unidos na final para conquistar o seu primeiro título, contudo, a Argentina é a que possui mais títulos, num total de cinco conquistas, seguida por Brasil com três títulos e o Chile que possui dois títulos. As últimas edições do torneio ocorreram entre outubro e novembro, com duração de oito dias e a presença de oito países, sendo a seleção do Uruguaia mais nova a estrear na competição, em 2022.

## Histórico
No início dos anos 80, motivado por um desejo de ampliar o âmbito do polo internacional, bem como para restaurar status olímpico do esporte, Marcos Uranga, então presidente da Associação Argentina de Polo, propôs que se formasse uma organização internacional entre os países do polo do mundo, resultando tempos depois na criação da Federação Internacional de Polo (FIP), tendo o próprio Marcos Uranga como seu primeiro presidente, que, logo encabeçou um movimento para a criação de um Campeonato Mundial. Conscientes da relativa dificuldade de colocar equipes de alto nível de todo o mundo, os primeiros organizadores da FIP decidiram, limitar a competição a equipes com handicap de 10 a 14 gols e na tentativa de anular o fator dos cavalos, eles seriam conhecidos mediante sorteio, atribuindo combinações de 28 cavalos para cada equipe.
A primeira edição do Campeonato Mundial foi marcada para abril de 1987 no Campo Argentino de Polo em Buenos Aires, Argentina, contou com a presença de cinco países e teve a seleção da casa como grande vencedora. Em 1989, dois anos após a edição inaugural, uma nova edição do campeonato foi disputada, com um número maior de equipes participantes e sede em Berlim Ocidental, com as disputas ocorrendo no Maifeld, o estádio que tinha sido o local da última aparição do polo nos Jogos Olímpicos, no ano de 1936, mas diferente do torneio olímpico de polo de 1936, a Argentina não ficou com o título, que foi conquistado pela Seleção dos Estados Unidos ao vencer a Inglaterra por 7–6, com a Argentina retomando de volta o topo do mundo na edição seguinte, disputada em Santiago do Chile, em 1992, ao derrotar os donos da casa pelo placar de 12–7 e conseguiu o seu segundo título mundial.
Em 1995, o quarto Campeonato Mundial foi realizado em St. Moritz, na Suíça, em um torneio que presenciou o primeiro triunfo da equipe do Brasil ao bater a Argentina na final com o placar final de 11–10 e conquistar seu primeiro título. Em 1998, em Santa Bárbara, na Califórnia ocorreu a quinta edição do Campeonato Mundial de Polo, com partidas ocorrendo no Santa Barbara Polo & Racquet Club, e novamente uma final entre Argentina e Brasil, contudo a Seleção Platina devolveu a derrota da edição anterior e conquistou o seu terceiro título mundial.

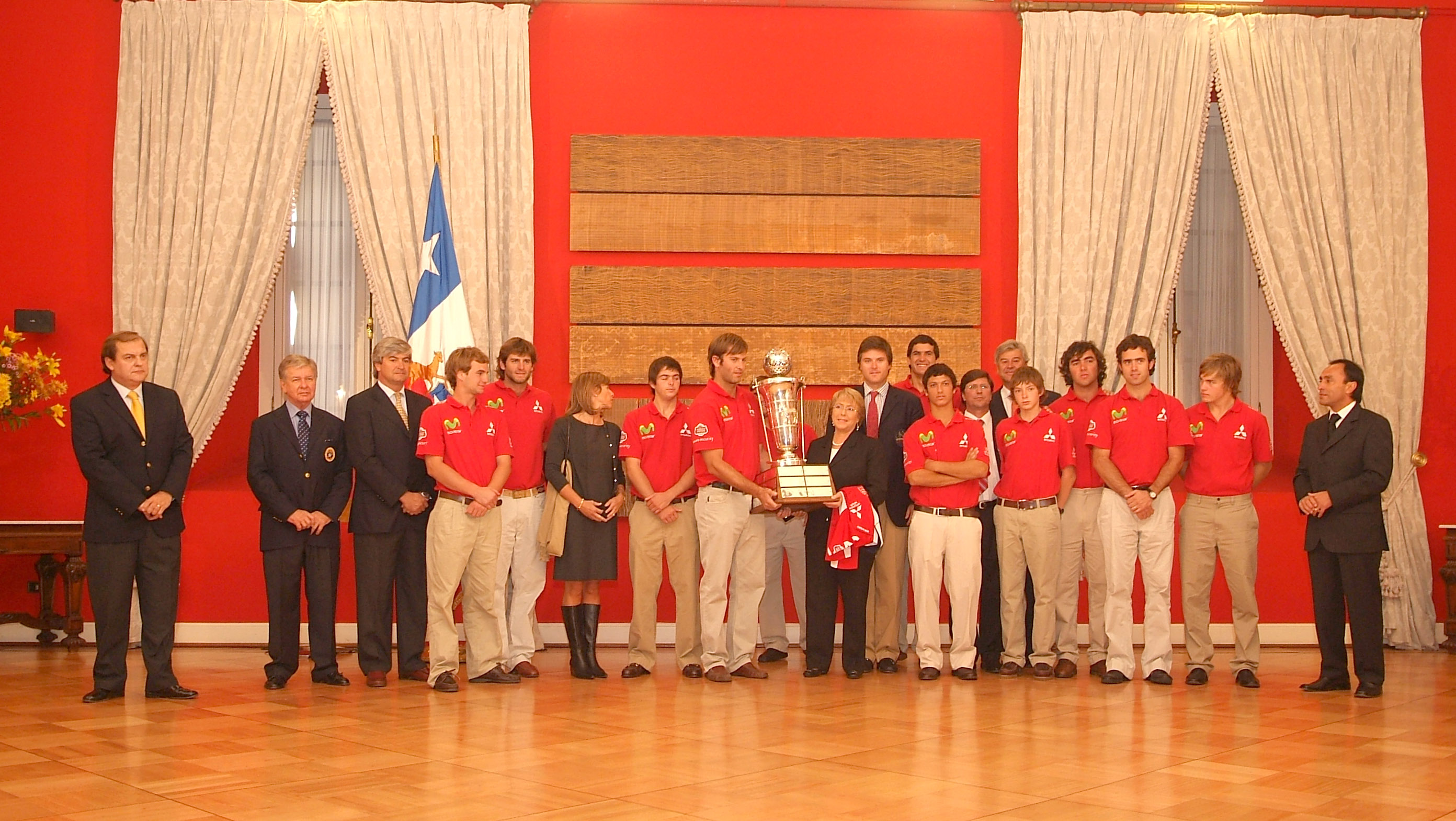
Os campeões chilenos sendo recebidos pela presidente do país, Michele Bachelet.

O Campeonato do Mundo de Polo de 2001, realizado em Melbourne, Austrália, contou com oito equipes nacionais e novamente viu o Brasil chegar à final e derrotar os donos da casa na final pelo placar de 10–9, conquistando o seu segundo título. Em Chantilly, França 2004, o Brasil tornou-se a primeira seleção a conquistar um bicampeonato consecutivo, na sexta edição do Campeonato Mundial, a equipe verde e amarela superou a Inglaterra no jogo final 10–9 em morte súbita.

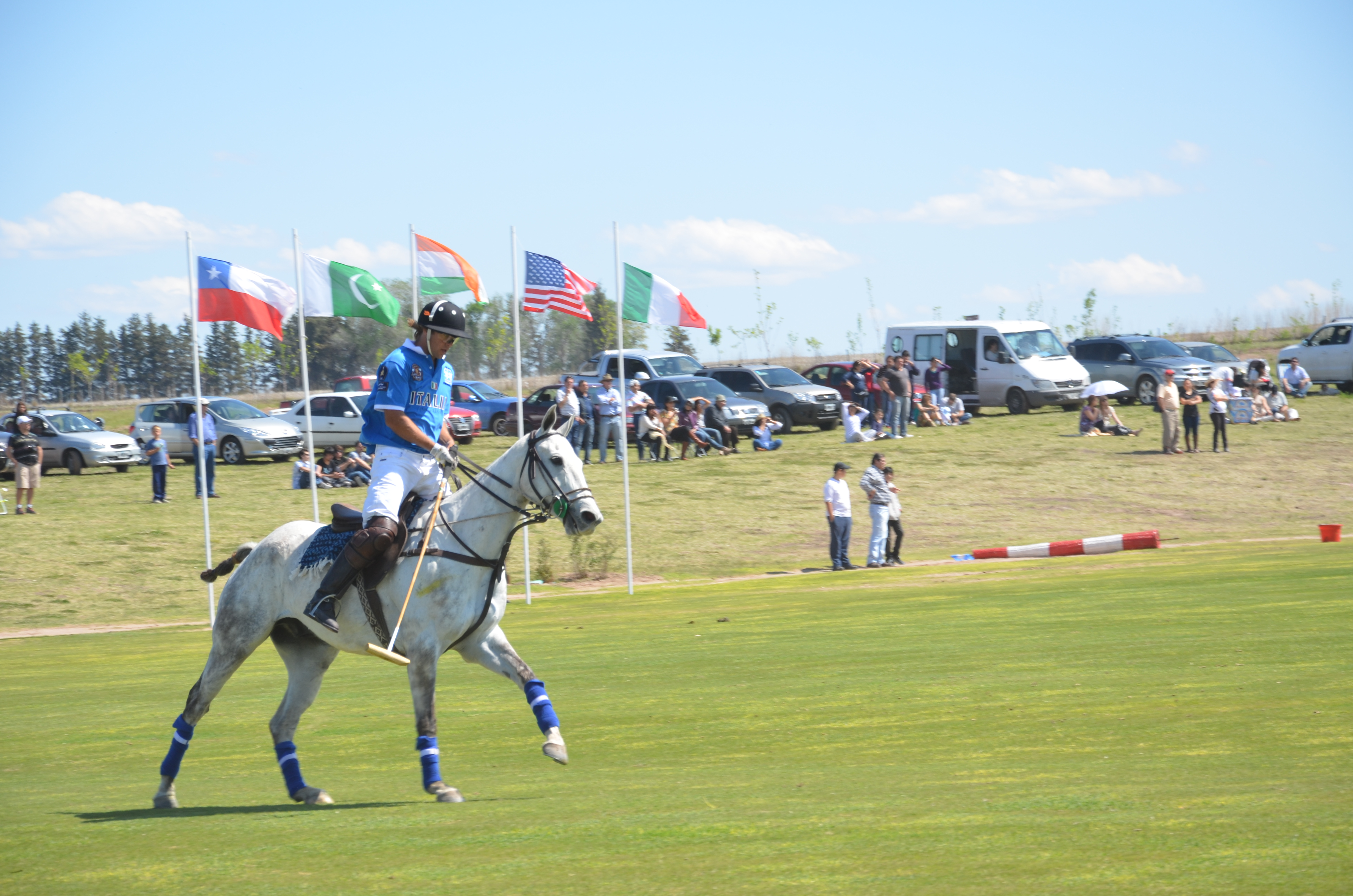
Mundial de 2011, na Argentina.

A oitava edição do Campeonato Mundial de Polo ocorreu na Cidade do México, México em maio de 2008 e foi conquistada pelo Chile, que derrotou o Brasil pelo placar de 11–9, na final, tornando-se o terceiro país sul-americano a conquistar o torneio, após Argentina e Brasil. A Argentina foi a sede da nona edição do Campeonato Mundial, voltando a recebê-lo depois de 24 anos, com as disputas tendo ocorrido na Província de São Luís em outubro de 2011 e quebrando o pequeno jejum de título dos donos da casa que sagraram-se campeões, derrotando o Brasil na final e tendo a Itália como terceira colocada.
A décima edição do Campeonato Mundial de Polo aconteceu em Santiago do Chile, entre março e abril de 2015 e foi vencida pela equipe anfitriã, que bateu os Estados Unidos na final, pelo placar de 12–11 e conquistou o segundo título, perdendo-o para a Argentina ao ser derrotado na final da edição seguinte disputada em em Sydney, na Austrália, em outubro do citado ano pelo placar de 8–7. A hegemonia dos países americanos, e principalmente sul-americanos, no torneio foi quebrada na edição de 2022, que em solo estadunidense a Seleção Espanhola conseguiu derrotar os donos da casa para conquistar o primeiro título para a Europa na décima segunda edição do torneio.
A próxima edição do torneio está marcada para acontecer em entre 6 e 20 de dezembro de 2026 em Dubai, nos Emirados Árabes Unidos, com as eliminatórias ocorrendo durante o ano de 2025 e o formato final com oito participantes. Será a primeira vez que o evento ocorrerá no continente asiático.

## Finais
| Edição | Ano  | Sede                                  |                | Ouro    | Final Resultado | Prata      |         | Bronze         | Resultado | Quarto lugar |
| I      | 1987 | Buenos Aires (Argentina)              | Argentina      | 14 - 14 | México          | Brasil     | —       | Espanha        |           |              |
| II     | 1989 | Berlim Ocidental (Alemanha Ocidental) | Estados Unidos | 07 - 06 | Inglaterra      | Argentina  | —       | Chile          |           |              |
| III    | 1992 | Santiago (Chile)                      | Argentina      | 12 - 07 | Chile           | Inglaterra | 10 - 09 | Estados Unidos |           |              |
| IV     | 1995 | São Maurício (Suíça)                  | Brasil         | 11 - 10 | Argentina       | México     | 11 - 10 | Inglaterra     |           |              |
| V      | 1998 | Santa Bárbara (Estados Unidos)        | Argentina      | 13 - 08 | Brasil          | Inglaterra | 11 - 08 | Estados Unidos |           |              |
| VI     | 2001 | Melbourne (Austrália)                 | Brasil         | 10 - 09 | Australia       | Argentina  | 12 - 08 | Inglaterra     |           |              |
| VII    | 2004 | Chantilly (França)                    | Brasil         | 10 - 09 | Inglaterra      | Chile      | 12 - 07 | França         |           |              |
| VIII   | 2008 | Cidade do México (México)             | Chile          | 13 - 11 | Brasil          | México     | 13 - 12 | Espanha        |           |              |
| IX     | 2011 | Estancia Grande (Argentina)           | Argentina      | 12 - 11 | Brasil          | Itália     | 09 - 07 | Inglaterra     |           |              |
| X      | 2015 | Santiago (Chile)                      | Chile          | 12 - 11 | Estados Unidos  | Brasil     | 14 - 12 | Inglaterra     |           |              |
| XI     | 2017 | Sydney (Austrália)                    | Argentina      | 08 - 07 | Chile           | Inglaterra | 06 - 05 | Estados Unidos |           |              |
| XII    | 2022 | Indio (Estados Unidos)                | Espanha        | 11 - 10 | Estados Unidos  | Uruguai    | 09 - 07 | Argentina      |           |              |
| XIII   | 2026 | Dubai (Emirados Árabes)               |                |         |                 |            |         |                |           |              |

## Histórico
| País participante  | 1987 | 1989    | 1992    | 1995    | 1998    | 2001    | 2004    | 2008    | 2011    | 2015    | 2017    | 2022    |
| ------------------ | ---- | ------- | ------- | ------- | ------- | ------- | ------- | ------- | ------- | ------- | ------- | ------- |
| Alemanha Ocidental | –    | 1ª fase | Extinto | Extinto | Extinto | Extinto | Extinto | Extinto | Extinto | Extinto | Extinto | Extinto |
| Argentina          | 1º   | 3º      | 1º      | 2º      | 1º      | 3º      | 1ª fase | –       | 1º      | 1ª fase | 1º      | 4º      |
| Austrália          | 5º   | 1ª fase | –       | –       | 1ª fase | 2º      | 1ª fase | –       | 1ª fase | –       | 1ª fase | 1ª fase |
| África do Sul      | –    | –       | –       | –       | –       | –       | –       | 1ª fase | –       | –       | –       | –       |
| Brasil             | 3º   | –       | –       | 1º      | 2º      | 1º      | 1º      | 2º      | 2º      | 3º      | –       | –       |
| Canadá             | –    | –       | –       | –       | –       | 1ª fase | –       | 1ª fase | –       | –       | –       | –       |
| Chile              | –    | 4º      | 2º      | –       | –       | –       | 3º      | 1º      | 1ª fase | 1º      | 2º      | –       |
| Estados Unidos     | –    | 1º      | 4º      | –       | 4º      | 1ª fase | 1ª fase | –       | 1ª fase | 2º      | 4º      | 2º      |
| Espanha            | 4º   | –       | –       | –       | –       | –       | –       | 4º      | –       | –       | 1ª fase | '1º     |
| França             | –    | 1ª fase | –       | –       | –       | –       | 4º      | –       | –       | –       | –       | –       |
| Guatemala          | –    | –       | 1ª fase | –       | 1ª fase | –       | –       | –       | –       | –       | –       | –       |
| Inglaterra         | –    | 2º      | 3º      | 4º      | 3º      | 4º      | 2º      | 1ª fase | 4º      | 4º      | 3º      | –       |
| Itália             | –    | –       | –       | –       | –       | 1ª fase | –       | –       | 3º      | –       | –       | 1ª fase |
| Índia              | –    | –       | –       | 1ª fase | –       | 1ª fase | –       | –       | 1ª fase | –       | –       | –       |
| México             | 2º   | –       | 1ª fase | 3º      | –       | –       | 1ª fase | 3º      | 1ª fase | –       | –       | 1ª fase |
| Nova Zelândia      | –    | –       | –       | –       | –       | –       | –       | 1ª fase | –       | –       | 1² fase | –       |
| Paquistão          | –    | –       | –       | –       | –       | –       | 1ª fase | –       | 1ª fase | 1ª fase | –       | 1ª fase |
| Suíça              | –    | 1ª fase | –       | 1ª fase | –       | –       | –       | –       | –       | –       | –       | –       |
| Uruguai            | –    | –       | –       | –       | –       | –       | –       | –       | –       | –       | –       | 3º      |

## Ligação externa
- Site da Federação Internacional de Polo (em inglês)